# Plans de la Riera

Els Plans de la Riera, respecte del terme de Granera

Els plans de la Riera és una plana del terme municipal de Granera, a la comarca del Moianès.
És a la zona central del terme, al nord-oest de la masia de la Riera i al sud-est del poble de Granera.